# Булевард на водата и зеленината
Булевардът на водата и зеленината (на казахски: Сулы-нулы бульвар; на руски: Водно-зеленый бульвар) е популярен пешеходен булевард в административния център на Астана – столицата на Казахстан.
Той е плод на въображението на Кишо Курокава, който е автор на общия градоустройствен план за развитие на новата казахска столица. Води началото си от развлекателния център Ханската шатра и завършва до президентския дворец Ак Орда, като оформя своеобразна „зелена ос“ в продължение на 3 км.
Според архитектурния замисъл Булевардът на водата и зеленината обединява всички околни сгради в един общ архитектурен ансамбъл. Архитектите са предвидили три нива, на които е построен булевардът. Причината за това е желанието им за модерно и рационално оползотворяване на градската среда, а така също е продиктувано от бързото увеличаване на стойността на земите на левия бряг на река Ишим във връзка с бума на строителството в казахската столица. На най-долното ниво са построени паркинги с капацитет до 400 автомобила. Второто ниво на този грандиозен строеж е един огромен пасаж, който представлява галерия със светлини от двете страни, в която са разположени изложбени зали, магазини и офиси. Прозрачните конични куполи позволяват на светлината да прониква от горе надолу. В тези атриуми, удобно свързани със стълби, са оформени изкуствени градини. Третото ниво на булеварда е пешеходна зона с множество тревни площи и декоративни дървета, малки архитектурни форми и фонтани. В центъра на булеварда се издига монумента Байтерек.
По цялото протежение на „Булеварда на водата и зеленината“ са изградени архитектурни обекти, проектирани от известни казахски и чуждестранни архитекти, при спазване на общия градоустройствен план на Кишо Курокава, включително и символът на града – Байтерек. Тук се намират и сгради на държавната администрация като Министерския съвет, Сената, Мажилиса, Върховния съд, Външното министерство, Министерството на отбраната, Националната библиотека, много офисни здания, търговски компании, хотели, някои посолства, луксозни жилищни комплекси. Тук е разположен и главният мюсюлмански храм на Казахстан – Нур Астана джамия.